# Umag Trophy 2019
L'Umag Trophy 2019, settima edizione della corsa, valido come evento dell'UCI Europe Tour 2019 categoria 1.2, si svolse il 6 marzo 2019 su un percorso di 161 km, con partenza ed arrivo a Umago, in Croazia. Fu vinto dal ceco Alois Kaňkovský, che giunse al traguardo con il tempo di 3h44'14" alla media di 43,08 km/h, davanti all'italiano Andrea Guardini e al norvegese Olav Hjemsæter.
Alla partenza erano presenti 167 ciclisti dei quali 156 completarono la gara.

## Squadre partecipanti
| N.    | Cod. | Squadra                       |
| ----- | ---- | ----------------------------- |
| 1-6   | MKT  | Meridiana-Kamen Team          |
| 7-12  | BRD  | Bardiani CSF                  |
| 13-18 | ADR  | Adria Mobil                   |
| 19-24 | BIC  | Biesse Carrera                |
| 25-30 | CDT  | CCC Development Team          |
| 31-36 | CTN  | SportLand Niederösterreich    |
| 37-42 | DSU  | Development Team Sunweb       |
| 43-48 | ELA  | Elkov-Author                  |
| 49-54 | GTV  | Giotti Victoria-Palomar       |
| 55-60 | HAC  | Hrinkow Advarics Cycling Team |
| 61-66 | HRN  | Heizomat Rad-Net.de           |
| 67-72 | HRR  | Hermann Radteam               |
| 73-78 | KMT  | Kometa Cycling Team           |
| 79-84 | LJU  | Ljubljana Gusto Xaurum        |
| 85-90 | MPB  | Maloja Pushbikers             |

| N.      | Cod. | Squadra                      |
| ------- | ---- | ---------------------------- |
| 91-96   | RSW  | Team Felbermayr-Simplon Wels |
| 97-102  | TCO  | Team Coop                    |
| 103-108 | WAO  | Team Waoo                    |
| 109-114 | SVK  | Selezione slovacca           |
| 115-120 | SUI  | Selezione svizzera           |
| 121-126 |      | CK Pribram-Fany Gastro       |
| 127-132 |      | KK Bled                      |
| 133-138 |      | KK Kranj                     |
| 139-144 |      | Meblo Jogi Pro-Concrete      |
| 145-150 | PUS  | P&S Metalltechnik            |
| 151-156 | TIR  | Tirol KTM Cycling Team       |
| 157-162 |      | TJ Favorit Brno              |
| 163-168 |      | Veloclub Ratisbona           |
| 169-174 |      | WSA KTM Graz                 |

## Ordine d'arrivo (Top 10)
| Pos. | Corridore             | Squadra      | Tempo    |
| ---- | --------------------- | ------------ | -------- |
| 1    | Alois Kaňkovský       | Elkov        | 3h44'14" |
| 2    | Andrea Guardini       | Bardiani CSF | s.t.     |
| 3    | Olav Hjemsæter        | Team Coop    | s.t.     |
| 4    | Riccardo Stacchiotti  | Giotti       | s.t.     |
| 5    | Marko Kump            | Adria Mobil  | s.t.     |
| 6    | Niklas Märkl          | Dev. Sunweb  | s.t.     |
| 7    | Stanislaw Aniolkowski | CCC Dev.     | s.t.     |
| 8    | Antonio Puppio        | Kometa       | s.t.     |
| 9    | Marcel Franz          | Heizomat     | s.t.     |
| 10   | Rok Korosec           | Ljubljana    | s.t.     |